# ブジョーノフスク (大型ミサイル艇)
ブジョーノフスク(ロシア語:Буденновскブジョーナフスク)は、ロシア連邦の大型ミサイル艇(Большой ракетный катер)である。艦名は、南ロシア・スターヴロポリ地方にある都市の名に因む。

## 艦歴
ブジョーノフスクは、ソ連時代に206MR号計画「ヴィーフリ」型大型ミサイル艇の最終艇となる12番艇として建造された。建造時の名称はR-30(Р-30エール・トリーッツァチ)で、スレドネ＝ネーフスキイ造船工場で起工された。1983年に竣工し、二重赤旗受賞バルト艦隊に配属された。
ソ連が崩壊すると、R-30はロシア海軍に編入された。1998年5月にはカスピ小艦隊に移籍した。2005年5月13日には、管轄内にある都市ブジョーノフスクの名に因みブジョーノフスクと改称された。
2014年に退役し、2017年に兵装を撤去、2019年にカスピースクのダグジゼール造船所で解体された。